# Дванадесетнишкова райска птица
Дванадесетнишковите райски птици (Seleucidis melanoleucus), наричани също дванадесетжични и многожични райски птици, са вид средноголеми птици от семейство Райски птици (Paradisaeidae), единствен представител на род Seleucidis.
Разпространени са в блатистите гори в низините на островите Нова Гвинея и Салавати. Достигат 33 сантиметра дължина, като женските са кафяви с тъмен корем, а мъжките – черни с жълт корем и страни с по дванадесет дълги нишки, на които видът дължи името си. Хранят се главно с плодове и членестоноги, рядко с жаби и цветен нектар.